# Gönpo Namgyal
Gönpo Namgyal (tibétain : མགོན་པོ་རྣམ་རྒྱལ, Wylie : mgon po rnam rgyal, THL : Gönpo Namgyal, parois retranscrit Gönpo Namgyel ou Gombo Namgye ; chinois : 波日·工布朗结 ; pinyin : bōrì gōngbù lǎngjiē), également surnommé Bulungwa (signifiant aveugle ; 布鲁曼, bùlǔmàn), né en 1799 et mort en 1865. Est un chef tribal local, également appelé pönpo (tibétain : དཔོན་པོ, Wylie : dpon po, THL : pönpo, chef tribal héréditaire) ou tusi par les chinois, gyalrong, ayant unifié au XIXe siècle différents , dont ceux de Dergé de Litang et de Chakla trois des quatre puissances régionales, situées dans le territoire de la vallée du Nyarong, ainsi que les cinq chefferies héréditaires des Hor (tibétain : དཔོན་པོ, Wylie : dpon po). Il s'est opposé à la fois au pouvoir central sino-mandchou de la dynastie Qing à Pékin, et au pouvoir central tibétain du Ganden Phodrang à Lhassa.

## Histoire
La vallée de Nyarong, isolée, depuis des siècle subit des attaques répétées des bandits. À la fin des années 1840, Gönpo Namgyal, alors chef d'une étendue au milieu de la vallée, unifie la vallée qui était jusqu'alors fragmentée.
D'après les histoires populaires dans la région de Nyarong, Il subjugue « Les huit districts de 10.000 » (tibétain : ཉག་ཁྲི་སྡེ་བརྒྱད, Wylie : nyag khri sde brgyad, THL : nyak tri dé gyé), incluant pratiquement la totalité du Kham, jusqu'à Dartsedo.
Il s'oppose au pouvoir du dalaï-lama de Lhassa et au pouvoir central des Qing de Pékin. En 1849, les Mandchous envoient une large expédition dans la vallée du Nyarong et sont défaits. En 1862, il prend le contrôle des routes des échanges et communication sino-tibétaines, brise le service postal officiel des Qing, et empêche le ravitaillement des troupes chinoises stationnées au Tibet central. Cela donne l'opportunité au à Lhassa de prendre le pouvoir sur le la région du Kham. Des chefs tribaux locaux demandent à Lhassa de stopper l'avancée de Gönpo. Au début de 1863, Lhassa déploie des troupes pour supprimer Gönpo et son pouvoir, il est tué en 1865.

### Conséquences
La défaite de Gönpo Namgyal permet à Lhassa d'étendre son autorité sur Nyarlong, en y crée un bureau du haut commissaire tibétain ( Wylie : nyag rong spyi phyab) afin de gouverner la région et d'assurer son influence sur les autres parties du Kham, en faisant une de contestation entre la Chine des Qing et le gouvernement de Lhassa. Cela conduit les officiers des frontières de Qing à pousser un politique de reconquête de Nyarong comme moyen de renforcer le contrôle des Qing sur le Kham. C'est la raison de la politique ultérieure des Qing sur le Tibet central et des frontières au Sichuan. La requête de Lu Chuanlin de reconquérir ce territoire et d'y placer des gouverneurs Han est rejeté par le pouvoir Qing, de peur de froisser les relations avec Lhassa et le peuple du Kham. Les Qing décident alors de retirer les troupes du Kham et le laisser le pouvoir central du Tibet administrer les affaires de cette région. L'Expédition militaire britannique au Tibet (1903-1904), changeât la politique des Qing qui renvoyèrent des troupes au Kham.